# Wojciech Stefaniec
Wojciech Stefaniec (ur. 1980) - grafik, plakacista, autor okładek do książek i albumów muzycznych, rysownik komiksowy. Absolwent Akademii Pomorskiej w Słupsku. Uważany za jednego z najwybitniejszych swojego pokolenia. Autor kilkunastu komiksów, z czego dwa „Noir” (2013) i „Wróć do mnie, jeszcze raz” (2016) otrzymały Nagrodę Polskiego Stowarzyszenia Komiksowego za najlepszy album roku.
Jego szeroki warsztat pozwala mu na wykorzystywanie wielu technik sztuk wizualnych, poprzez tradycyjne sztuki graficzne, farby i kolaże, aż po grafikę komputerową i prymitywną animację. Zajmuje się również składem książek i komiksów. Współpracował z wieloma najważniejszymi twórcami komiksów współczesnej sceny komiksowej w Polsce, m.in. Jerzym Szyłakiem, Dominikiem Szcześniakiem, Bartoszem Sztyborem, Danielem Gizickim, jak również z pisarzem Danielem Odiją, z którym stworzył BARDO TETRALOGIĘ. Uczestniczył w wielu wystawach poświęconych polskiemu komiksowi.
Jego komiksy zostały przetłumaczone na język węgierski (NOIR 2019) i niderlandzki (Stolp 2022, Rita 2023).

## Nagrody[potrzebnyprzypis]
- 2023 — Nagroda Literacka m.st. Warszawy w kategorii komiks i powieść graficzna za komiks REGE[2].
- 2023 — Nagroda Polskiego Stowarzyszenia Komiksowego w kategorii najlepszy rysownik roku za komiks REGE.
- 2022 — Najlepszy polski album komiksowy WYDZIAŁ 7 na Międzynarodowym Festiwalu Komiksów i Gier.
- 2022 — Najlepszy rysownik za „Bardo. Rege”[3].
- 2019 — Nagroda Polskiego Stowarzyszenia Komiksowego w kategorii najlepszy rysownik roku za komiks RITA[4].
- 2015 — Nagroda Polskiego Stowarzyszenia Komiksowego w kategorii najlepszy album roku i najlepszy rysownik roku za komiks WRÓĆ DO MNIE, JESZCZE RAZ do scenariusza Bartosza Sztybora[4].
- 2014 — Nagroda Polskiego Stowarzyszenia Komiksowego na Międzynarodowych Targach Książki w Warszawie w kategorii najlepszy album roku 2013 za komiks NOIR.
- 2011 — Nagroda Polskiego Stowarzyszenia Komiksowego w kategorii najlepszy rysownik roku za komiks SZELKI do scenariusza Jerzego Szyłaka[4].
- 2011 — Pierwsza nagroda w konkursie dziennikarskim im. Jana Stepka zdobył za okładkę z dnia 13 stycznia 2011 wykonaną dla Głosu Pomorza,
- 2011 — III miejsce w kategorii dzienniki regionalne w konkursie Izby Wydawców Prasy na Prasową Okładkę Roku Grand Front 2011 za okładkę z dnia 13 stycznia 2011 r. wykonaną dla Głosu Pomorza.
- 2008 — Brązowa Chimera za okładkę Głosu Pomorza z dnia 07 sierpnia.
- Nagrody za krótkie formy komiksowe: Wspomnienie, Praha.